# فرانکلین (آلاباما)
فرانکلین (به انگلیسی: Franklin) شهری در شهرستان میکن ایالت آلاباما است که مساحت آن ۱۱٫۵۹ کیلومتر مربع است و در سرشماری سال ۲۰۱۰ میلادی، ۱۴۹ نفر جمعیت داشته و تراکم جمعیتی آن، ۱۲٫۸۶ نفر در هر کیلومتر مربع بوده است.